# エッガーミューレン
エッガーミューレン (ドイツ語: Eggermühlen) は、ドイツ連邦共和国ニーダーザクセン州オスナブリュック郡北部のザムトゲマインデ・ベルゼンブリュックを構成する町村（以下、本項では便宜上「町」と記述する）である。

## 地理

### 位置
エッガーミューレンは、トイトブルクの森北部＝ヴィーエン山地自然公園の北西、アンクム高地内に位置する。

### 気候
北海からの湿った北西風の影響を受ける温帯海洋性気候である。エッガーミューレの年間平均気温は 8.5 - 9.0 ℃、年間降水量は約 700 mm である。5月から8月までの間に平均 20 - 25日の夏日がある。

### 隣接する市町村
エッガーミューレは、東はケッテンカンプおよびアンクム、南はメルツェンおよびフュルステナウ、西はビッペンおよびベルゲ、北はメンスラーゲ（いずれもオスナブリュック郡）の7市町村と境を接している。

### 自治体の構成
エッガーミューレは以下の地区からなる。
- バーズム＝ズスム
- ベシュテン
- ボックラーデン
- デーテン

## 歴史

### 町村合併
この町は1972年7月1日にバーズム＝ズスム、ベシュテン、ボックラーデン、デーテルンが合併して成立した。

## 住民

### 人口推移
以下の表は、各年の12月31日時点での町域における人口を示している。
数値は、1987年5月25日の人口調査結果に基づくニーダーザクセン州統計およびコミュニケーション技術局の研究結果である。
1961年（6月6日）と1970年（5月27日）の数値は、1972年7月1日に合併した地域の人口を含む人口調査の結果である。
| 年   | 人口（人） |
| ---- | ---------- |
| 1961 | 1,088      |
| 1970 | 1,123      |
| 1987 | 1,291      |
| 1990 | 1,312      |
| 1995 | 1,689      |
| 2000 | 1,833      |
| 2005 | 1,832      |
| 2010 | 1,735      |
| 2011 | 1,744      |

## 行政

### 議会
この町の町議会は11議席からなる。町長はマルクス・フレルカー (CDU) である。

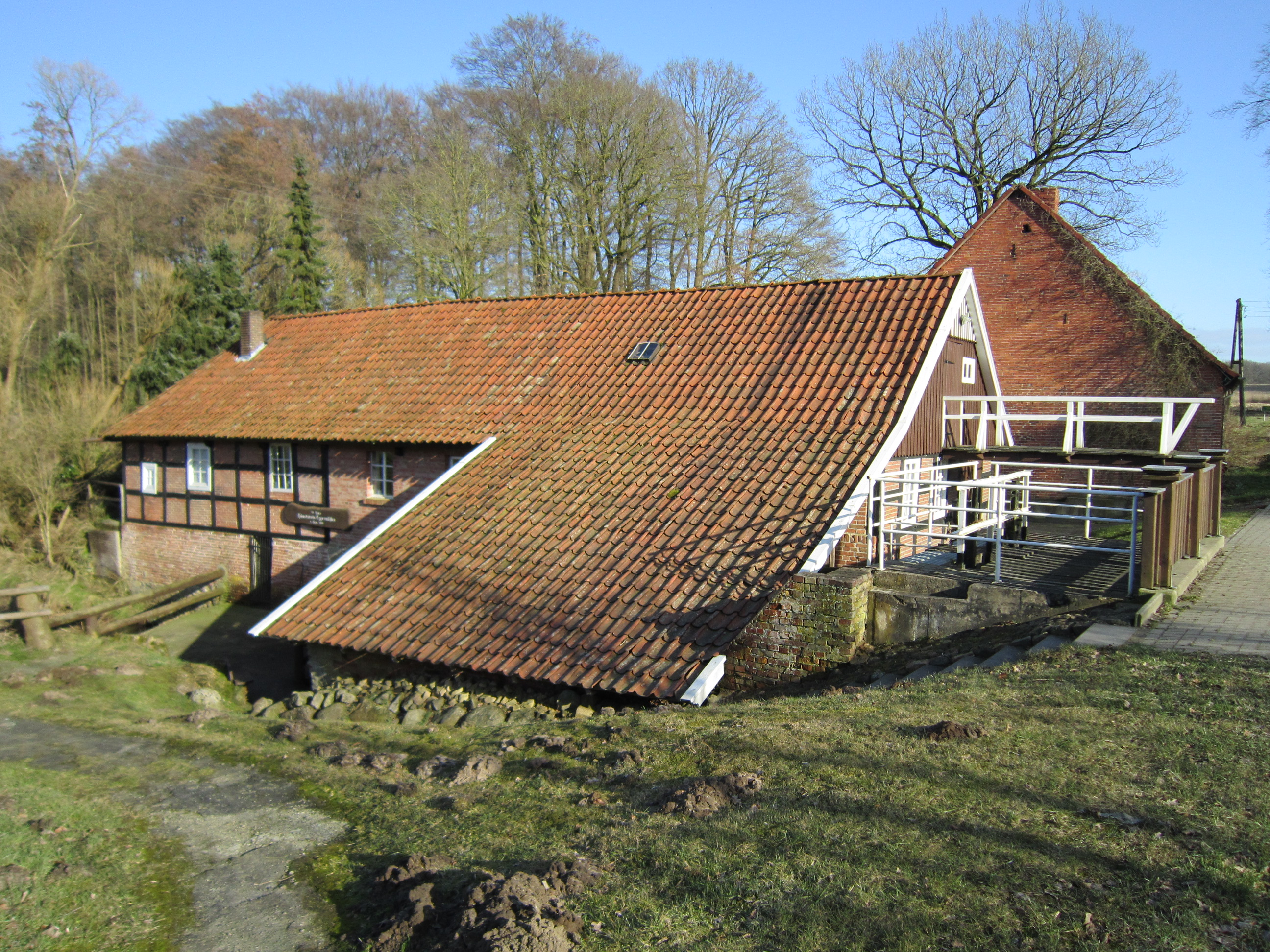
紋章デザインのモデルとなったヴェシュテネッシュ水車

### 紋章
紋章には、エッガーミューレン＝バッハ川（元々はエッガー川と呼ばれていた）が向かって右上から左下に流れている。向かって左上と右下のフィールドにはそれぞれ水車の輪が描かれている。これは町名の由来（Eggermühlen = エッガー川の水車）となったヴェシュテネッシュ水車を表している。

## 文化と見所

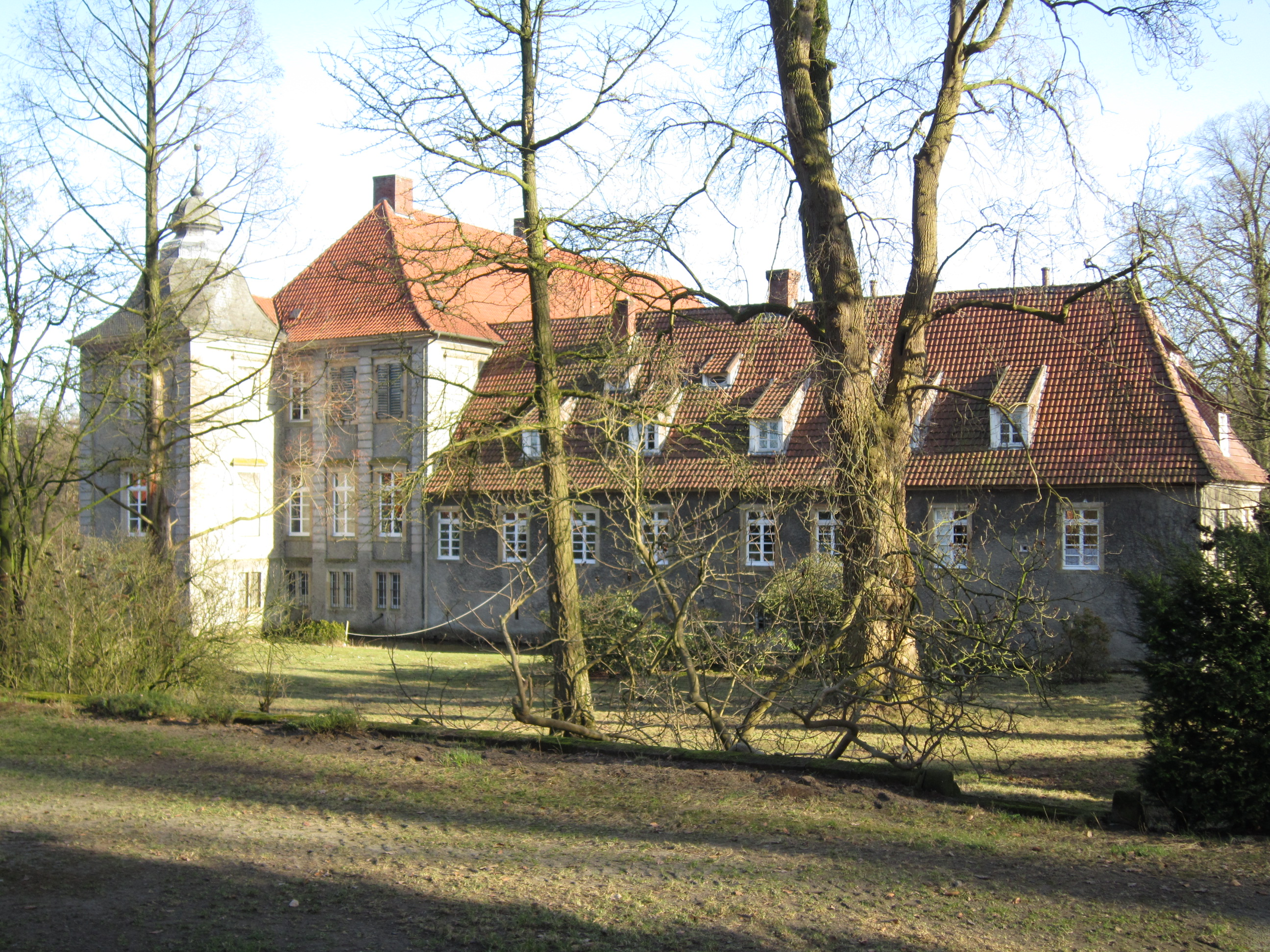
エッガーミューレン城

エッガーミューレンの見所は観光街道アルトラント＝ルートで結ばれている。
町の中心部の近くに13世紀に建設されたベーゼラーガー家の騎士館がある。この館や土地は、元々はオスナブリュック司教からレーエンとして封ぜられたものであったが、1654年に売却され、この貴族家の所有となった。ベーゼラーガー家は1714年にこの屋敷を城館に改築した。ヨハン・コンラート・シュラウンは1754年にこの城館の庭園に現存するオランジュリを建設した。城館礼拝堂は1869年に増築された。
城館から約 1 km 離れた高台のベシュテン地区のエッゲミューレンバッハ川沿いに上位射水方式のヴェシュテネシュ水車がある。この川はハーゼ川左岸の支流である。
カトリックの「マリアの被昇天教会」は、城館の礼拝堂から拡張されたもので、1957年に教会が設立された。

## 経済と社会資本

### 交通
オスナブリュック交通会社のベルゼンブリュック駅行きの定期バス路線が運行されている。この駅でオスナブリュック行きおよびオルデンブルク行きの列車に接続する。